# ⼈気のウェブサイト⼀覧 (⽇本国内)
1. 転送 人気のウェブサイト一覧 (日本)